# Iñaki Mallona Txertudi
Iñaki Mallona Txertudi (ur. 1 lipca 1932 we Fruiz, zm. 3 maja 2021) – hiszpański duchowny rzymskokatolicki posługujący w Portoryko, w latach 1992–2010 biskup Arecibo.

## Życiorys
Święcenia kapłańskie przyjął 27 marca 1956. 14 grudnia 1991 został prekonizowany biskupem Arecibo. Sakrę biskupią otrzymał 6 stycznia 1992. Rządy w diecezji objął 25 stycznia. 24 września 2010 przeszedł na emeryturę.